# Edmond Saglio
Edmond Saglio (n. 9 iunie 1828, Paris, Franța – d. 7 decembrie 1911, Paris, Franța) a fost un arheolog francez.

## Biografie
S-a născut în 1828 la Paris, într-o familie de origine italiană. S-a căsătorit cu Julie Charton, fiica cea mai mare a jurnalistului Édouard Charton (1807-1890), fondatorul revistei Magasin pittoresque, deputat și senator de Yonne, membru al Academiei de Științe Morale și Politice. Doi dintre fiii lor au fost pictori: Édouard (1868-1940) și André (1869-1929), ultimul fiind cunoscut sub numele de Jacques Drésa și lucrând pe post de curator la Grand Palais, profesor la École des Beaux-Arts din Paris și scenograf la Opera din Paris.
A lucrat pe postul de curator al operelor de artă medievale și renascentiste de la Muzeul Luvru (1871-1893) și apoi ca director al Muzeului Național al Evului Mediu - Muzeul Cluny (1893-1903). În 1887 a fost ales membru al Académie des inscriptions et belles-lettres.
Împreună cu istoricul medical Charles Victor Daremberg (1817-1872), a redactat dicționarul ilustrat în 10 volume Dictionnaire des Antiquités Grecques et Romaines, care a fost publicat de editura Hachette în perioada 1873-1919.
Edmond Saglio a fost distins cu Legiunea de Onoare în grad de ofițer.

## Opera
- Dictionnaire des antiquités grecques et romaines d'après les textes et les monuments contenant l'explication des termes qui se rapportent aux mœurs, aux institutions, à la religion, aux arts, aux sciences, au costume, au mobilier, à la guerre, à la marine, aux métiers, au monnaies, poids et mesures, [...], et en général à la vie publique et privée des anciens, Librairie Hachette et C.ie, Paris, 1873-1919.

## Scrieri despre Edmond Saglio
- Ulysse Chevalier, „Notice sur la vie et les travaux de M. Edmond Saglio lue dans la séance du 16 mai 1913”, Firmin Didot, Paris, 1913.
- Maurice Roy, „Notice nécrologique sur Edmond Saglio, membre de l'Institut, membre honoraire de la Société nationale des antiquaires de France (1828-1911)”, Impr. Daupeley-Gouverneur, 1926.[12][13]

## Legături externe
- Sàglio, Edmond în L'Enciclopedia Italiana. Accesat la 18 august 2012.
- Éloge funèbre de M. Edmond Saglio, membre de l'Académie - discurs al președintelui Académie des inscriptions et belles-lettres rostit în ședința din 8 decembrie 1911, publicat pe situl Persee. Revues Scientifiques. Accesat la 20 august 2012.